# Nguyễn Triệu Luật
Nguyễn Triệu Luật (1903-1946), bút hiệu: Dật Lang, Phất Văn Nữ Sĩ; là nhà giáo, nhà văn, nhà báo và là thành viên sáng lập Việt Nam Quốc dân Đảng vào năm 1927 tại Việt Nam.

## Thân thế và sự nghiệp
Ông là người làng Du Lâm, huyện Đông Ngàn, phủ Từ Sơn, tỉnh Bắc Ninh (nay thuộc xã Mai Lâm, huyện Đông Anh, ngoại thành Hà Nội). Ông là cháu nội của Hoàng giáp Nguyễn Tư Giản (1823 - 1890) và Cử nhân Nguyễn Án (1770 – 1815), thuộc một dòng họ gốc vua Lý, có nhiều người đỗ đạt và nhiều người làm quan lớn 
Thuở trai trẻ, Nguyễn Triệu Luật học tại Trường nam Sư phạm Hà Nội, đến khi tốt nghiệp, lần lượt đến dạy tại một số trường công ở Tuyên Quang, Hà Nội, Hải Phòng.
Năm 1927, ông cùng Nguyễn Thái Học, Phạm Tuấn Tài tham gia thành lập Việt Nam Quốc dân Đảng...Sau khi cuộc tổng khởi nghĩa thất bại, mười ba đồng chí của ông, trong đó có lãnh tụ Nguyễn Thái Học, bị thực dân Pháp xử chém ở Yên Bái ngày 17 tháng 6 năm 1930; thì ông cũng bị thực dân cầm tù cùng với hai nhà văn khác là Nhượng Tống và Trúc Khê.
Một thời gian sau ông được tha, nhưng bị buộc thôi nghề dạy học. Kể từ đó, ông quay sang làm báo, viết cho nhiều tờ như: Nam Phong, Trung Bắc tân văn, Ích hữu, Tao đàn, Tiểu thuyết thứ Bảy, Nhật Tân...Trong những năm 1937-1939, ông được mời vào giảng dạy tại trường tư thục Lê Văn ở Vinh. Chính thời gian này, ông viết nhiều tác phẩm nhất .
Năm 1940, ông bị thực dân Pháp đưa đi an trí, và qua đời năm 1946, lúc 43 tuổi .
Hiện nay, ở quận Bình Tân, Thành phố Hồ Chí Minh, có con đường mang tên Nguyễn Triệu Luật.

## Tác phẩm chính
Theo Từ điển bách khoa Việt Nam, vào năm 1935, nhân đọc cuốn Vua Hàm Nghi của Phan Trần Chúc, Nguyễn Triệu Luật viết cuốn Ông Phan Trần Chúc bôi nhọ quốc sử, rồi sau đó ông soạn một loạt sách truyện ký lịch sử bao gồm:
- Hòm đựng người (in từng kỳ trên báo Nhật Tân vào năm 1936, 1938 in thành sách)[4]
- Bà chúa Chè (Nhà xuất bản Tân Dân - Hà Nội, 1938)
- Loạn kiêu binh (Nhà xuất bản Tân Dân - Hà Nội, 1939)
- Ngược đường Trường thi (Phổ thông bán nguyệt san số 46, 1939)
- Chúa Trịnh Khải (Nhà xuất bản Tân Dân - Hà Nội, 1940)
- Rắn báo oán (1941)
- Thiếp chàng đôi ngã (in chung với Rắn báo oán, 1941)
- Bốn con yêu và hai ông đồ (1943)
- Chúa cuối mẻ (đăng dở dang trên tờ Tiểu thuyết thứ Bảy từ số 1, tháng 6 năm 1944 đến số 9, tháng 3 năm 1945).

Ngoài ra, ông còn có nhiều tiểu luận, tạp luận đây đó trên nhiều báo và tạp chí đương thời, kể từ tờ Nam Phong tạp chí (1923), tờ Phụ nữ thời đàm mà ông là Chủ bút kế nghiệp nhà văn Phan Khôi trong 4 số cuối cùng, các tạp chí Tri tân, Tao đàn... Cho đến nay vẫn chưa sưu tập được đầy đủ.
Năm 2011, Các tiểu thuyết lịch sử của ông đã được tập hợp in lại trong cuốn Tiểu thuyết lịch sử của Nguyễn Triệu Luật do Nhà xuất bản Khoa học Xã hội ấn hành.

## Quan niệm sáng tác
Nói đến tính chân xác lịch sử trong những tác phẩm của mình, Nguyễn Triệu Luật tuyên bố: 
| “ | Tôi chỉ là người thợ vụng, có thế nào làm nên thế, gốc tre già cứ để là gốc tre già, chứ không thể hun khói lấy màu, vẽ vân cho thành gốc trúc hoá long. | ” |

## Đóng góp cho văn học Việt
Nguyễn Triệu Luật nhờ có vốn hiểu biết sâu về lịch sử, cộng với tài tạo dựng, nên những tác phẩm của ông đều thể hiện được màu sắc, không khí của thời xưa và một tinh thần nhân bản dồi dào, sâu sắc.
Ngay từ tiểu thuyết lịch sử đầu tiên là Hòm đựng người, Nguyễn Triệu Luật đã được người đương thời chú ý và yêu thích. Đến bộ ba tác phẩm: Bà chúa Chè, Loạn kiêu binh và Chúa Trịnh Khải, thì nghệ thuật tiểu thuyết của ông càng được nâng cao hơn và phạm vi đề tài cũng mở rộng hơn. Trong bộ ba này, hay hơn cả là cuốn Bà chúa Chè.
Qua cuốn sách này, tác giả đã dựng lại khá sinh động hình tượng một Bà chúa Chè (tức Đặng Thị Huệ, nhân vật chính) thông minh, bản lĩnh và biết thương cảm (khác với hình ảnh một vương phi lắm mưu mô, đầy tham vọng trong sách Hoàng Lê nhất thống chí). So với những tiểu thuyết lịch sử đương thời thì Bà chúa Chè có sự mới mẻ trong hư cấu, khéo léo trong bố cục, hấp dẫn của tình tiết, chân xác của lịch sử và có cả cái nhìn cấp tiến trong cách đánh giá nhân vật chính.
Nhìn chung, Nguyễn Triệu Luật đã tự mình mở ra một dòng sáng tác tiểu thuyết lịch sử rất đáng trân trọng. Ông đã có ý thức tái hiện lịch sử bằng hư cấu trên cơ sở hiện thực đáng tin cậy, và miêu tả cụ thể chi tiết gây rung động nơi người đọc. Đương thời ông là nhà văn được nhiều độc giả yêu thích. Các nhà văn tài danh như Nguyễn Tuân, Đái Đức Tuấn, Vũ Ngọc Phan, Trúc Khê...đều có những bài viết ca ngợi ông. Cho nên, dù tác phẩm của ông phần lớn còn dừng lại ở những nét tâm lý, tính cách biểu hiện ở bên ngoài mà chưa khai thác sâu vào thế giới nội tâm của nhân vật, nhưng đó cũng là đặc điểm chung của các sáng tác tiểu thuyết lịch sử ở những năm 30-40 của thế kỷ 20. Ngày nay, truyện của ông vẫn rất đáng được đọc để hiểu về lịch sử Thăng Long một thời xa xưa, cũng như kỹ thuật viết văn của tiểu thuyết gia Việt Nam lúc bấy giờ...

## Thông tin liên quan
Nhân dịp kỷ niệm 110 năm ngày sinh (1903 – 2013) của nhà văn Nguyễn Triệu Luật, sáng 23 tháng 8 năm 2012, tại Thư viện Hà Nội, Hội Nhà văn Hà Nội đã tổ chức Hội thảo mang tên "Nguyễn Triệu Luật – con người và tác phẩm". Đông đảo các nhà nghiên cứu, nhà văn, nhà thơ, nhà báo, gia đình và bạn đọc yêu văn chương của Nguyễn Triệu Luật đã tới dự. Nhà văn Phạm Xuân Nguyên, Chủ tịch Hội nhà văn Hà Nội và ông Nguyễn Triệu Căn, con trai nhà văn Nguyễn Triệu Luật chủ trì hội thảo .